# 網路去抑制效應
網路去抑制效應（英語：Online Disinhibition Effect）是人們在網路上交流時特有的現象。不同於人們在現實生活中面對面的交流，人們在網路中感覺解放，變得更加肆無忌憚，並且更傾向於無視各種社會約束或社交禁忌。
造成這種现象的因素有：網路的匿名性（更精確的說法是“表面上看起來讓人覺得保有隱私”）、躲在屏幕後帶來的隱形感、抽離感。這些特性讓人們在網路交流中產生一種自我中心的內心投射（一種用來彌補現實中自己的不足的心裡防衛機制）、一個想像出來的自我形象（這個形象與現實中的自我不相符）以及讓人們變得忽略權威。

## 概述
少了現實生活中的限制與壓抑，有些網路使用者會展現出以下特質：與人更加親暱、容易敞開心胸、情感上的壓抑變少、以達到情緒釋放的目的。心理學家約翰・蘇勒（John Suler）稱這種特定的現象為「良性去抑制（benign disinhibition）」。
缺少現實生活中的限制與壓抑也會導致不良行為，網路使用者可以隨意的做他們想做的事、說他們想說的話，不用擔心會遭到報應。在大部份的情況下，網路平台能夠給與一位使用者最壞的懲罰只是阻擋該使用者的帳號，然而這麼做沒什麼效果。該位使用者仍然可以創建一個新帳號繼續他的行為。換句話說，他基本上不需要為自己的行為負責。約翰・蘇勒（John suler）稱之為「不良去抑制（toxic disinhibition）」。
民用波段无线电台在1970年代期間，英美發生了類似的不良行為。
人們網路上的行為與現實中的行為相比，有時像是截然不同的兩個人。于此，約翰・蘇勒（John suler）指出六種主要原因：
- 你不知道我是誰（You don't know me）：這個概念是從匿名性衍生出來的，當一個匿名使用者得知自己的真實身份不會被知曉，這帶給使用者一種安全感。在網路世界中，使用者無法被別人察覺或辨識出自己現實生活中是誰。這種安全感讓使用者感到非常放鬆。可能因此感覺自由，說出平時會讓自己感到尷尬的話，或者做出被他人視為反社會或有害的行為。
- 你看不到我（You can't see me）：網路為使用者提供了一個一個保護傘，當一個使用者使用筆名在網路上和他人互動時，別人並不知曉鍵盤背後的人真實的樣貌。這使得使用者真實的自己在網路上被誤解且重新塑造了。男性可以在網路上假扮成女性，反之亦然。且網路阻止人們觀察肢體語言，例如微妙的表情變化、聲調的改變、眼神的改變等，即使使用者的真實身份被揭露並且解除匿名制，這種無法察覺對方肢體語言的特性依然存在，通常人們不能真實地看見正在和自己交流的人，因此人們在判斷對方時往往無法在意對方的外表或聲音。
- 待會見（See you later）：網路抽離的本質也可能會引響一個人的行為。在網路世界中的聊天並不是實時（real time）的，一條回復可能在訊息發出後立刻出現，也可能是幾個月之後出現，這使得某些使用者能輕易的「丟出回應就走人」。 使用者可以發佈在現實中的私人場合才會發表的言論，像是情緒化的抱怨某些事情，或者是倒垃圾，但他們倒完垃圾就走人，只需要簡單的退出這個用來抱怨的帳號就好，因此，這些使用者借由這種「有話大聲說（voicing）」獲得了情緒的釋放，即使他們的觀眾就像是隱形人一樣，這時其言論容易走向極端。然而，網路的特性同時也使得使用者能夠再三檢視自己的言辭後才發言，基於此點，人們可能顯得比現實互動中還要更加的有辯才且更有禮貌。
- 這是我腦中的世界（It's all in my head）：因缺乏各種現實互動的要素，人們在虛擬互動中根據接收到的訊息擅自替對方描繪了一個形象，閱讀別人的訊息時想像著對方的性格、相貌、聲音等，並且有時會替對方安排一個現實中的角色來對應這些形象（這個角色可能是使用者本身會喜歡的人也可能是會討厭的人）。有時更可能將自己的欲望、內在需求投射在對方身上，但對方根本不是這樣的人。 更進一步，在這種能夠隨意想像的情況下，使用者之間玩著角色扮演的遊戲。
- 這只是場遊戲（It's just a game）：使用者將自我中心的內心投射與想像結合之後，空想的愉悅感便產生了：用來擺脫世俗限制、滿足特定需求、並且不用擔心後果。在約翰・蘇勒（John suler）與律師艾蜜莉・芬鵸（Emily Finch，艾蜜莉是一位專攻於網路身份盜竊的刑事律師）的討論中，艾蜜莉認為使用者很可能視網路空間為一個遊戲場所，而這個場所是日常生活中的道德規範不適用的。也因此，使用者能夠將自己的網路角色與現實角色清楚得區分，迅速的轉換于各種角色之間。
- 你的規則在這不管用（Your rules don't apply here）： 在匿名網路上一個人的現實社經地位不會被察覺，人們完全不知道對方是誰，對方可能是美國總統或名星，也可能是一般小市民。現實中的社經地位在匿名網路上沒有太大的影響力，作為替代的是，諸如溝通技巧、創意、持續耕耘、使用媒體工具的能力決定了一個用戶在網路領域中的地位。同時，人們可能不願意在一個權威人物面前表現出真實的自己，或許是出於恐懼對方的報復或害怕對方否定自己使自己難堪，這讓他們不敢有話直說。但在匿名的網路上，現實中的社經地位與權威性往往被忽視，這使得現實生活中的優劣被淡化，讓人感覺平等，而人們更容易有話直說。

## 可能造成的後果
其中一個最嚴重的後果可能是近年來興起的網路霸凌。網站overcomebullying.org  指出隨著現代媒體的蓬勃發展，霸凌的力量與其社會操作（social manipulation）的能力迅速的增長壯大。通訊工具如電子郵件、聊天軟體，或者是社交平台如Facebook、MySpace、推特、網誌、網路論壇等中出現的訊息在一瞬間就能夠讓成千上萬的閱聽眾觀看並且加以分享傳播。此網站認為也許是網路媒體本身的特性造成了這樣的現象，讓使用者變得冷血及漠不關心。 霸凌者並不會看到被霸凌對象的真實反應。網路霸凌可能包含各種冒犯行為，如：言語霸凌、公開對方的色情影像（如裸照）、創辦假帳號冒充別人。
網路去抑制效應也可能出現在各種網路評論中，像是YouTube及網誌中的留言評論。
網誌Stop Anonymous Online Comments 認為匿名性（時常）造成了使用者留下「各種浮誇與充滿歧視的言論，同時參雜著許多似是而非的謊言、暴力威脅、或者種族主義。」以及「大部份的讀者留言不是使用真實姓名」網誌作者認為「這強迫整個環境去容忍這樣的行為，甚至是鼓勵這樣的行為。這樣的文章與留言像是撕裂布料一般，將社會中彼此建立的信任與協調拆解成一片片碎布」。
人們不經深思熟慮地說出這種情緒化、以偏概全的結論，是很不負責任的行為。
不過在正常狀況下，若沒有提供全然的隱私與匿名性，大部份的使用者是不會留下這樣的言論或做出這種行為的。
諾曼・哈藍（Norman H. Holland）認為使用者在網路上溝通時會「退化」。使用者之間物理上的距離與缺乏對肢體語言的觀察，造成了彼此無法得到對方正確的反饋與做出適當的反應。
網路上的不良行為同時可能影響到一個人是否能繼續保有他的工作與他未來的就業機會。16歲的金伯利・史旺（Kimberley Swann）因為在Facebook上抱怨自己從事的職業而被解僱。另一件臭名遠揚的故事是關於一位女士，希瑟・阿姆斯壯（Heather Armstrong）在網路上公開嘲諷批評她的眾多同事之後被終止了雇約。這是都是某些特定網路使用者們相信他們已從社會約束中釋放的後果。約翰・蘇勒（John Suler）在網路去抑制現象的六種成因（Six Causes of Online Disinhibition）中提到「比起面對面的交流，在網路上我們感覺更加自由，想做什麼就做什麼、想說什麼就說什麼。因此時常做了一些我們不該做的事」。
另一個可能的結果是人們會開始學習與網路上的互動保持一定距離，因此他們不會被那些在面對面的交流中無法接受的無禮行為傷害，因為這種在網路上的無禮行為普遍是無法被處罰的。

## 流行文化

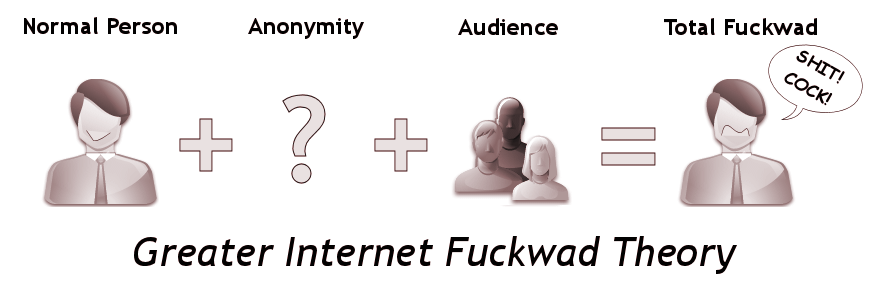

在網路漫畫「Penny Arcade」中，角色約翰・加布里耶爾（John Gabriel）指出，當給予一個總體上正常的普通人“匿名性”以及“被迫收看的觀眾”時，他將會變成一位徹頭徹尾的“混蛋”，在網路上展現出各種反社會以及精神病態者般的行為。
他稱此現象為「網路混蛋理論（ Greater Internet Fuckwad Theory）」。

## 進一步閱讀
- Joinson, Adam. . . Academic Press. 2007: 392 pages. ISBN 978-0123694256.:75–92

## 外部連結
- McRaney, David (10 February 2011). "Deindividuation" （页面存档备份，存于）. Retrieved 10 February 2011.
- The Online Disinhibition Effect （页面存档备份，存于） Rider University
- "How the internet created an age of rage" （页面存档备份，存于）. The Guardian (The Observer). 24 July 2011.